# サン＝サヴァン
サン＝サヴァン (Saint-Savin) は、フランスのヴィエンヌ県にあるコミューンで、サン＝サヴァン小郡の小郡庁所在地。この住民のことはサン＝サヴィノワ (Saint-Savinois) と呼ぶ。美しい壁画群で知られる世界遺産「サン＝サヴァン・シュル・ガルタンプ修道院付属教会」がある。

## 歴史
この町の歴史は、伝説的には5世紀にこの地で殉教した聖人サヴァン (Saint Savin) に遡る。この町の名を有名にしている修道院が建てられたのは、カール大帝の時代の頃とされる。

## 観光名所

### サン＝サヴァン・シュル・ガルタンプ修道院
ロマネスク期のキリスト教壁画の傑作とされる36点の壁画が、一部に劣化や判読不明箇所はあるものの、比較的良好な保存状態で現存している。

### 国際壁画研究センター
国際壁画研究センター (Le Centre International d'Art Mural) は1989年に設立された研究センターで、先史時代から今日に至るまでの壁画についての知識を深めることを目的としており、教育部門や研究部門などに分かれている

### ゴシック様式の橋
ゴシックの橋 (Le pont gothique)は、修道院に面する位置でガルタンプ川にかかっている。